# Blues Power
Blues Power ist ein Bluesrock-Song, der von Eric Clapton und Leon Russell geschrieben und 1970 auf Claptons erstem Soloalbum Eric Clapton veröffentlicht wurde. Weitere Live-Interpretationen erschienen auf den Alben Eric Clapton’s Rainbow Concert von 1973, Just One Night von 1980 und Time Pieces Vol. II Live in the Seventies von 1985.

## Hintergrund
Als Clapton 1970 sein erstes Soloalbum aufnahm, fuhr er ohne eine Idee für einen Song zum Studio. Leon Russell meinte: „Ich habe eine Zeile für euch. Denn ihr seid ja Blues-Musiker, aber die Leute wissen nicht, dass ihr auch Rock’n’Roll spielen könnt, also können wir sagen:“
"Bet you didn’t think I knew how to rock ’n’ roll. 
Oh, I got the boogie-woogie right down in my very soul. 
There ain’t no need for me to be a wallflower, 
’Cause now I’m living on blues power."
Clapton bezeichnete den Song als eines seiner Lieblingsstücke auf dem Album.

## Musik
Die Studioversion des Liedes beginnt mit einem improvisierten 23-sekündigen Intro. Der Song wechselt zwischen den Tonarten C-Dur und C-Moll. Clapton wechselt ebenso seine Gitarrensoli zwischen Dur und Moll. Auf dem Stück kam Claptons Brownie zum Einsatz, es war das erste Album auf dem Clapton die Fender Stratocaster verwendete.